# Made in Britain (film)
Made in Britain è un film britannico, del 1982, scritto da David Leland e diretto da Alan Clarke. È stato originariamente trasmesso su ITV il 10 luglio 1983 come quarto di una serie senza titolo di opere di Leland (tra cui Birth of a Nation), liberamente basato sul sistema educativo britannico, che successivamente ha acquisito il titolo generale di Tales Out of School. Come per molte opere di Alan Clarke, il regista tenta di rappresentare la vita della classe operaia inglese in modo realistico, senza moralismi o trame complesse. Il gioco presenta un linguaggio forte, violenza, razzismo e un sentimento anti-establishment. L'uso della steadicam da parte del direttore della fotografia Chris Menges ha contribuito a creare un'atmosfera fluida e grintosa dello spettacolo. 

## Trama
L'opera racconta la storia di uno skinhead razzista di 16 anni di nome Trevor (interpretato da Tim Roth) e sui suoi continui confronti con figure autorevoli.